# Бахтін Микола Миколайович
Бахтін Микола Миколайович — (літературні псевдоніми Бібліограф, Н. Нович та інші) — (*24 квітня 1866 — †2 квітня 1940) — російський бібліограф і перекладач.

## Життєпис
Походив з дворянської родини. Дід Іван Іванович Бахтін був російським поетом, а батько Микола Іванович — державним діячем. Син народився на Кавказі. Його готували до офіцерської кар'єри і влаштували на навчання у Орловську військову гімназію. Потім навчався у 2-у Константинівському військовому училищі. З 1891 року був вихователем у  Орловському кадетському корпусі. Мав схильність до літератури, сам був поет і перекладач. Друкуватися почав з 1886 року. Не мав прав як російський офіцер друкуватись у періодичних виданнях під власним ім'ям, тому приховував власне авторство за псевдонімами «Николай Нович», «Библиограф» тощо. 1910 року вийшов у відставку і присвятив власну творчість літературній праці. Частку власних віршів оприлюднив у збірці «Русские символисты».
Протягом 1897—1912 надрукував у періодичних виданнях та в «Кобзаре» за редакцією І. Бєлаусова (Москва, 1900, 1906) переклади 12 віршів Тараса Шевченка («Думи мої, думи мої, лихо мені з вами», «Косар», «Якби тобі довелося тощо»). Склав бібліографічний покажчик «Шевченко в російських перекладах» («Радянське літературознавство», 1939, № 4-6, неопублікована частина зберігається у відділі рукописів Інституту літератури імені Тараса Шевченка АН УРСР).

## Театральний діяч
В історію увійшов як поет, перекладач і театральний діяч. Можливість займатися теоретичними проблемами театра і особливо театра для дітей і юнацтва була реалізована після виходу у відставку. Серед друкованих творів — статті (російською «Театр и его роль в воспитании» у книзі «В помощь семье и школе», 1911, «Детский театр и его воспитательное значение», «Игра», 1918, ч. 1). У період 1904—1919 рр. оприлюднив серію драматичних творів російською «Детский и школьный театр», орієнтовану на допомогу аматорським театральним гурткам. Сам створив декілька коротких драматичних творів.
Після більшовицького перевороту у жовтні 1917 року не емігрував із країни. Співпрацював із новою владою, був засновником курсів по створенню і керівництву театральних вистав для дітей у складі Театрального відділку Наркомпроса РРФСР.
З 1921 року співпрацював із іншим вихователем і театральним діячем Олександром Брянцевим, став одним із засновників Театра юних глядачів на вул. Моховій. Працював у цьому театрі керівником педагогічного відділку до власної смерті у 1940 році.
Помер у Ленінграді.

## Галерея старих фото

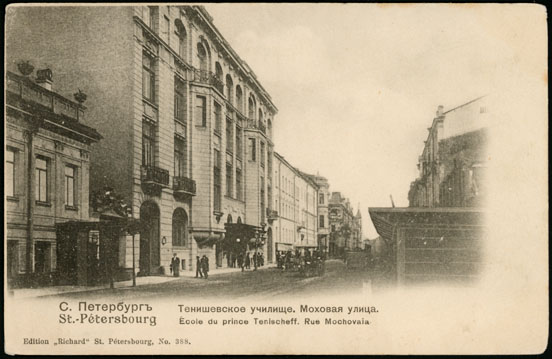
Первісне розташування ТЮГу, вул. Мохова, 35 (Нині Навчальний театр)
Титульна сторінка видання про ТЮГ 1927 року, видавництво «Академія».
Євген Шварц, вистава « Скарб». Режисер Борис Зон, фото 1933 р.